# David Stuart (Politiker)

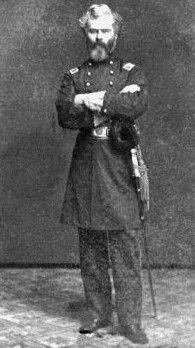
David Stuart

David Stuart (* 12. März 1816 in New York City; † 12. September 1868 in Detroit, Michigan) war ein US-amerikanischer Politiker. Zwischen 1853 und 1855 vertrat er den Bundesstaat Michigan im US-Repräsentantenhaus.

## Werdegang
David Stuart besuchte die Phillips Academy und danach bis 1838 das Oberlin College. Nach einem anschließenden Jurastudium und seiner Zulassung als Rechtsanwalt begann er in Detroit in seinem neuen Beruf zu arbeiten. Gleichzeitig schlug er als Mitglied der Demokratischen Partei eine politische Laufbahn ein.
Bei den Kongresswahlen des Jahres 1852 wurde er im ersten Wahlbezirk von Michigan in das US-Repräsentantenhaus in Washington, D.C. gewählt, wo er am 4. März 1853 die Nachfolge von Ebenezer J. Penniman antrat. Da er bei den Wahlen des Jahres 1854 dem Republikaner William Alanson Howard unterlag, konnte er bis zum 3. März 1855 nur eine Legislaturperiode im Kongress absolvieren. Diese war von den Diskussionen und Ereignissen im Vorfeld des  Bürgerkrieges geprägt. Dabei ging es damals vor allem um die Frage der Sklaverei. Im Kongress war Stuart Vorsitzender des Ausschusses zur Kontrolle der Ausgaben des Finanzministeriums.
Zu Beginn des Bürgerkrieges wurde David Stuart Oberstleutnant in der Armee der Union. Ende Oktober 1861 wurde er zum Oberst befördert und am 29. November 1862 zum Brigadegeneral ernannt. Die letzte Ernennung wurde am 11. März 1863 vom US-Senat nicht bestätigt. Am 3. April 1863 schied Stuart dann aus dem Militärdienst aus. In den folgenden Jahren bis zu seinem Tod am 12. September 1868 praktizierte er wieder als Rechtsanwalt. Er war mit Sarah Lawrence Benson (1820–1895) verheiratet, mit der er eine Tochter hatte.